# 名古屋市立本宿郊外学園
名古屋市立本宿郊外学園（なごやしりつもとじゅくこうがいがくえん）は、愛知県岡崎市上衣文町に所在した名古屋市立の教育機関。

## 沿革

### 開設から廃止まで
- 1944年（昭和19年）度 - 北設楽郡田口町において、陸海軍人遺児のための施設である「山の家」を設置[2]。
- 1946年（昭和21年）
  - 1月31日 - 名古屋市立本宿郊外学園職員に対し、辞令発令[2]。
  - 2月11日 - 額田郡本宿村大字上衣文字神伍鞍30番地の渭信寺境内および建物を借用し、文部省による戦災孤児学童合宿教育所として学園設置[2]。「山の家」が閉鎖され、入居者および機能が移転する[2]。寺は戦時中には名古屋市の疎開児童を受け入れていたものの、帰る家を失った児童が多くいたことが施設開設の事情としてあったという[3]。
  - 12月25日 - 名古屋市により、児童保護施設として指定[2]。
- 1947年（昭和22年）2月20日 - 愛知県より、社会事業施設として指定[2]。
- 1948年（昭和23年）4月1日 - 教員および児童について栄小学校、生徒について前津中学校に在籍の形が取られる[2]。その前年2月の段階で、学籍が37小学校・4高等小学校に渡っていた[4]。
- 1949年（昭和24年）7月1日 - 本宿村大字上衣文字猿田123番地において新校舎が竣工する[2]。宿舎は渭信寺境内に存置[2]。
- 1950年（昭和25年）4月1日 - 児童福祉法（第27条第1項第3号[5]）による養護施設となる[2]。戦災孤児に限らず、家庭の事情で孤児となった児童も受け入れる[3]。
- 1952年（昭和27年）7月19日 - 宿舎が校舎隣接地に移転[2]。
- 1955年（昭和30年）
  - 3月31日 - 名古屋市立横須賀郊外学園との間で生徒と児童を交換し、入居者が全て中学生となる[1]。
  - 4月1日 - 名古屋市立本宿郊外中学校が独立する[1]。これは従来、在籍児童および職員がそれぞれ各地の名古屋市立学校に在籍したままになっており、卒業式の前日に職員が在籍校を回って卒業証書を集める必要があるなどの問題があったために設置されたものである[6]。
- 1958年（昭和33年）12月2日 - トヨタ自動車より朝日新聞社会事業団を通じて、トヨタ・パブリカが寄贈される[1]。
- 1966年（昭和41年）
  - 12月13日 - 統合に先立ち、入居者が若松寮に移転[1]。
  - 12月31日 - 東春日井郡旭町大字新居へ他の郊外学園とともに統合され、名古屋市立緑丘小学校・中学校および若松寮となり、廃止[1]。

### 廃止後

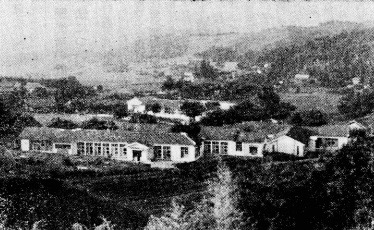
1967年夏に開設された社会教育施設「岡崎市働く者の山の家」

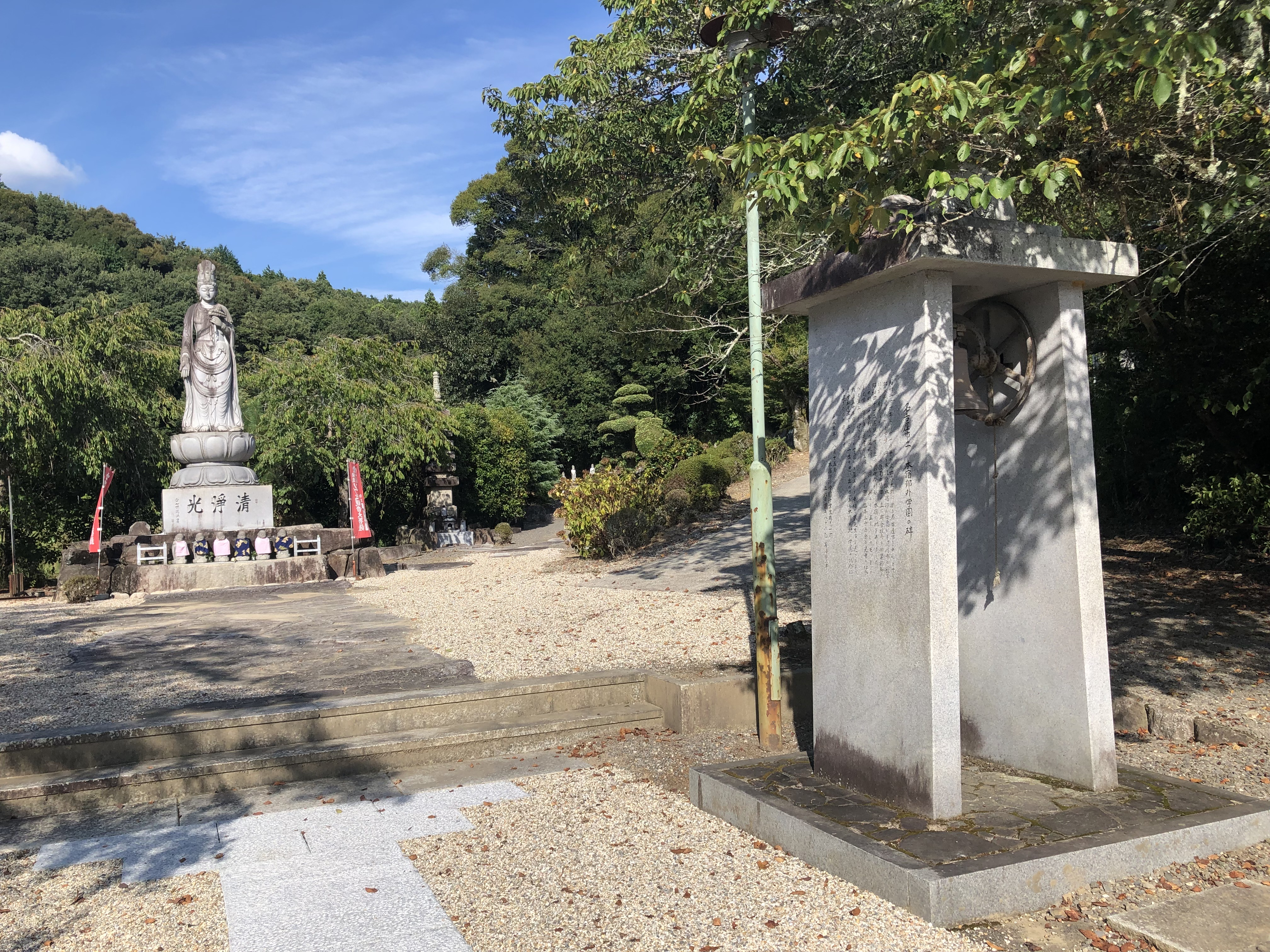
渭信寺境内に建立された「名古屋市立本宿郊外学園の碑」

- 1967年（昭和42年）夏 - 岡崎市が名古屋市から建物を譲り受け、社会教育施設「岡崎市働く者の山の家」として開設した[7][8][9]。校舎2棟、宿舎2棟、食堂1棟。宿泊室は13室で、大人70人、子ども140人が宿泊可能。戸外にはソフトボール、バレーボール用の運動場、キャンプ地などがあった[9]。
- 1985年（昭和60年）4月 - 「岡崎市働く者の山の家」内に、不登校の小中学生の相談指導機関である「ハートピア岡崎」を開設[10][11][12]。校舎は「ハートピア岡崎」として、寮舎は「働く者の山の家」として使用された[13]。
- 1990年（平成2年）4月 - 文部省が適応指導教室の事業を開始[14][15][16]。ハートピア岡崎もその中に含まれることとなった。
- 1993年（平成5年）12月31日 - 利用者数の減少などを理由として「岡崎市働く者の山の家」が廃止される[7]。
- 1997年（平成9年）8月15日 - 卒業生らの寄附金により、旧「山の家」が所在した渭信寺境内に記念碑が建立され、除幕式が行われる[17]。
- 2010年（平成22年）1月4日 - 岡崎市は竜美北の旧竜美丘健診センターを改修して、岡崎市教育相談センターを設立した。これに伴い「ハートピア岡崎」は同センターに移った[18][19][20]。

## 歴代学園長
- 初代 - 榎田里司（1946年1月31日～）[2]
- 2代 - 深見勇夫（1947年9月1日～）[2]
- 3代 - 峰澤啓三（1954年6月1日～、1955年4月1日より初代名古屋市立本宿郊外中学校長を兼務）[1]
- 4代 - 牛田重治（1958年10月1日～）[1]
- 5代 - 梅本孝之（1964年6月1日～）[1]